# Equipe botsuanesa na Copa Davis
A equipe botsuanesa na Copa Davis representa Botswana na Copa Davis, principal competição de tênis masculina por equipes do mundo. É administrada pela Botswana Tennis Association.